# Antilycauges pinguis
Antilycauges pinguis är en fjärilsart som beskrevs av Swinhoe 1902. Antilycauges pinguis ingår i släktet Antilycauges och familjen mätare. Inga underarter finns listade i Catalogue of Life.